# 新泽西交通
新泽西交通（英語：NJ Transit）是美国一家州级公立公共交通公司，服务范围涵盖新泽西州，以及纽约州奥兰治郡与罗克兰郡。它经营了全州范围的公共汽车、轻轨以及通勤铁路。其运输网络不仅连接新泽西州州内的商业和就业中心，也连接了临近的纽约市和费城。
新泽西公交的服务区域多达5,325平方英里（13,790平方），为美国服务面积最大的州级公交系统。其公共汽车、通勤铁路和轻轨铁路载客量也排全国第三。每日运输大量乘客往返新泽西、纽约和费城之间。
新泽西公交也向很多私立公交服务公司提供设备（主要是公共汽车），这些运行州内公交线路的公司并不归新泽西公交公司管理。

## 公共汽车
新泽西公交公司拥有2477辆公共汽车，运行871条路线（2008年数据）。